# Agnese Pastare
Agnese Pastare (ur. 27 października 1988 w Rydze) – łotewska lekkoatletka specjalizująca się w chodzie sportowym, olimpijka. W przeszłości startowała także w biegach długodystansowych.
Ósma zawodniczka mistrzostw Europy juniorów w Hengelo (2007). Dwa lata później była szósta na młodzieżowych mistrzostwach Starego Kontynentu. W 2011 zajęła 27. miejsce podczas mistrzostw świata w Daegu. Rok później reprezentowała Łotwę na igrzyskach olimpijskich w Londynie, na których uplasowała się na 24. miejscu. Wielokrotna medalistka mistrzostw Łotwy oraz reprezentantka kraju w pucharze świata i pucharze Europy w chodzie.
Rekordy życiowe: chód na 20 kilometrów – 1:29:55 (31 sierpnia 2013, Gdańsk) rekord Łotwy.

## Osiągnięcia
| Rok  | Impreza                               | Miejsce        | Konkurencja           | Lokata      | Wynik    |
| ---- | ------------------------------------- | -------------- | --------------------- | ----------- | -------- |
| 2007 | Mistrzostw Europy juniorów            | Hengelo        | chód na 10 000 metrów | 8. miejsce  | 49:07,36 |
| 2008 | Puchar świata w chodzie               | Czeboksary     | chód na 20 kilometrów | 62. miejsce | 1:42:35  |
| 2009 | Młodziezowe mistrzostw Europy         | Ostrawa        | chód na 20 kilometrów | 6. miejsce  | 1:36:59  |
| 2010 | II liga drużynowych mistrzostw Europy | Belgrad        | bieg na 5000 metrów   | 6. miejsce  | 17:21,72 |
| 2011 | Mistrzostwa świata                    | Daegu          | chód na 20 kilometrów | 27. miejsce | 1:37:48  |
| 2012 | Igrzyska olimpijskie                  | Londyn         | chód na 20 kilometrów | 24. miejsce | 1:31:54  |
| 2013 | Puchar Europy w chodzie sportowym     | Dudince        | chód na 20 kilometrów | 29. miejsce | 1:39:04  |
| 2013 | Mistrzostwa świata                    | Moskwa         | chód na 20 kilometrów | 23. miejsce | 1:32:30  |
| 2015 | Puchar Europy w chodzie sportowym     | Murcja         | chód na 20 kilometrów | 32. miejsce | 1:37:00  |
| 2016 | Igrzyska olimpijskie                  | Rio de Janeiro | chód na 20 kilometrów | 53. miejsce | 1:40:15  |
| 2017 | Puchar Europy w chodzie               | Podiebrady     | chód na 20 kilometrów | 38. miejsce | 1:43:38  |
| 2017 | Mistrzostwa świata                    | Londyn         | chód na 20 kilometrów | –           | DQ       |